# معيب عند الوصول
معيب عند الوصول هو تفسير بديل للاختصار D.O.A الذي يعني "ميت عند الوصول"، وهو مصطلح مستخدم في السياق الطبي وأيضًا في المصطلحات العامة للتجارة بمعنى «في لحظة وصول المنتج كان تالفًا أو معيبًا إلى حد عدم إمكانية استخدامه».
وهو كثيرًا ما يستخدم لتوضيح نوع من أنواع الضمان عند شراء سلعة لا يمكن للعميل التحقق منها قبل الدفع (على سبيل المثال، الشراء من إيباي)، وعند إجراء (تصريح برجوع البضاعة) (R.M.A).